# Montejícar
Montejícar – gmina w Hiszpanii, w prowincji Grenada, w Andaluzji, o powierzchni 87,73 km². W 2014 roku gmina liczyła 2265 mieszkańców.
Pierwsze świadectwa zaludnienia odnoszą się do okresu argarskiego z powodu odkrycia halabard na Cerro del Castillo.